# Abraxas aureofasciata
Abraxas aureofasciata är en fjärilsart som beskrevs av Porritt 1920. Abraxas aureofasciata ingår i släktet Abraxas och familjen mätare. Inga underarter finns listade i Catalogue of Life.